# Cyrtochilum leopoldianum
Cyrtochilum leopoldianum là một loài thực vật có hoa trong họ Lan. Loài này được (Rolfe) Kraenzl. mô tả khoa học đầu tiên năm 1917.